# Fontanna multimedialna we Wrocławiu
Fontanna multimedialna – fontanna we Wrocławiu, otoczona pergolą, przy Hali Stulecia. Jest największą fontanną w Polsce i jedną z największych w Europie.

## Położenie
Fontanna znajduje się w parku Szczytnickim, bezpośrednio obok Hali Stulecia, na środku stawu utworzonego w lutym 1913 r. przez architektów Maxa Berga i Hansa Poelziga z okazji Wystawy Stulecia. Zbiornik jest otoczony pergolą. Niecka, w której znajduje się staw, ma powierzchnię około jednego hektara.

## Fontanna
Fontanna została utworzona przy okazji remontu pergoli w roku 2009 r. Składa się z 182 dysz dynamicznych, 88 dysz, które spieniają wodę, a także trzech dysz ogniowych. W wodzie zatopiono 328 lamp podświetlających wodę. W centrum stawu umieszczono gejzer, który wyrzuca wodę na wysokość 40 metrów, czyli o 2 m mniej niż wysokość Hali Stulecia. 
Koszt budowy fontanny wyniósł 10 milionów złotych. Fontannę otworzono 9 czerwca 2009 r., w 20 rocznicę wyborów czerwcowych. Pokazy odbywają się od kwietnia do października w dzień oraz wieczorem – ostatni kończy się o 22:00. Uroczyste zamknięcie sezonu odbywa się pod koniec października, kiedy to pokazom towarzyszą wybrane dzieła muzyki klasycznej i rockowej.